# Anticuerpo primario
Los anticuerpos primarios y secundarios son dos grupos de anticuerpos clasificados según si se unen directamente a antígenos o proteínas o si se dirigen a otro anticuerpo (primario) que, a su vez, está unido a un antígeno o proteína.

## Primarios
Los anticuerpos primarios son muy útiles para la detección de biomarcadores de enfermedades como el cáncer, la diabetes, el Parkinson y el Alzheimer. También se utilizan para estudiar la absorción, distribución, metabolismo y excreción (ADME, por sus siglas en inglés) y la resistencia a múltiples fármacos (MDR) de agentes terapéuticos.

El anticuerpo primario se une a un antígeno (en rojo). Un anticuerpo secundario marcado (en verde) se une al anticuerpo primario. La marca se utiliza para detectar indirectamente el antígeno.

## Secundarios
Los anticuerpos secundarios proporcionan detección y amplificación de señales, además de extender la utilidad de un anticuerpo mediante la conjugación a proteínas. Son especialmente eficientes en inmunomarcaje. Los anticuerpos secundarios se unen a los anticuerpos primarios, que están directamente ligados al antígeno(s) objetivo. En el inmunomarcaje, el dominio Fab del anticuerpo primario se une al antígeno y expone su dominio Fc al anticuerpo secundario. Luego, el dominio Fab del anticuerpo secundario se une al dominio Fc del anticuerpo primario. Dado que el dominio Fc es constante dentro de la misma clase animal, solo se necesita un tipo de anticuerpo secundario para unirse a muchos tipos de anticuerpos primarios. Esto reduce los costos al marcar solo un tipo de anticuerpo secundario, en lugar de marcar varios tipos de anticuerpos primarios. Los anticuerpos secundarios aumentan la sensibilidad y la amplificación de la señal debido a que múltiples anticuerpos secundarios se unen a un solo anticuerpo primario.
Los anticuerpos secundarios de molécula completa de inmunoglobulina son el formato más comúnmente utilizado, pero pueden procesarse enzimáticamente para refinar ensayos. Los fragmentos F(ab')2 se generan mediante digestión con pepsina para eliminar la mayor parte del fragmento Fc, lo que evita el reconocimiento por receptores Fc en células vivas o por Proteína A o Proteína G. La digestión con papaína genera fragmentos Fab, eliminando todo el fragmento Fc, incluida la región bisagra, produciendo dos fragmentos Fab monovalentes. Estos pueden usarse para bloquear inmunoglobulinas endógenas en células, tejidos u otras superficies, y para bloquear las inmunoglobulinas expuestas en experimentos de marcado múltiple con anticuerpos primarios de la misma especie.

### Aplicaciones
Los anticuerpos secundarios pueden conjugarse a enzimas como peroxidasa de rábano picante (HRP) o fosfatasa alcalina (AP); o a colorantes fluorescentes como isotiocianato de fluoresceína (FITC), derivados de rodamina, colorantes Alexa Fluor; u otras moléculas para usarse en diversas aplicaciones. Los anticuerpos secundarios se utilizan en numerosos ensayos bioquímicos,incluyendo:
- ELISA, incluidos muchos test de VIH
- Western blot
- Inmunotinción
- Inmunohistoquímica
- Inmunocitoquímica